# Get Together
"Get Together" é uma canção da cantora estadunidense Madonna, contida em seu décimo álbum de estúdio Confessions on a Dance Floor (2005). Produzida por Madonna e Stuart Price, a música foi lançada como terceiro single do álbum pela Warner Bros. em 6 de junho de 2006. A decisão de lançar a canção comercialmente se deu pelo fato de "Get Together" ser a terceira música mais baixada do álbum. Também foi lançado para coincidir com o início da Confessions Tour. Inspirado no single "Music Sounds Better with You", de Stardust, "Get Together" liricamente retrata a possibilidade de encontrar amor na pista de dança.
Os críticos contemporâneos apreciaram a música, chamando-a de natureza fluida e uma maravilhosa faixa de dance. Eles elogiaram a capacidade de Madonna de transformar comentários clichê em slogans pop com a música. Após seu lançamento mundial, a música se tornou um sucesso nas paradas de dança dos Estados Unidos, mas não conseguiu entrar na parada oficial da Billboard Hot 100, chegando apenas às seis na parada Bubbling Under Hot 100 Singles. Ele alcançou o top 10 em países como Canadá, Reino Unido e Itália e liderou a tabela na Espanha.
O videoclipe incluiu imagens da apresentação feita por Madonna no Koko Club, em Londres, mas foram adicionados efeitos de animação para torná-lo visualmente diferente. O vídeo mostra Madonna cantando entre os efeitos visuais que incluem vulcões em erupção e uma paisagem urbana. A artista cantou a música na turnê promocional realizada para o álbum, na qual surgia para apresentar a faixa de uma bola de espelhos, e na Confessions Tour, onde era acompanhada por dois dançarinos com laços em torno da cabeça. Em 2007, a canção recebeu uma nomeação para Melhor Gravação de Dance na 49ª cerimônia de entrega dos prêmios Grammy, entretanto perdeu para "SexyBack", de Justin Timberlake.

## Antecedentes
"Get Together" é escrito por Madonna, Anders Bagge, Peer Åström e Stuart Price, com créditos de produção assinados por Madonna e Price. Foi inspirado no hit de 1998 "Music Sounds Better with You" de Stardust. Inicialmente, a música "Jump" seria lançada como o terceiro single do álbum. No entanto, "Get Together" foi escolhido como o terceiro single a coincidir com o início da turnê Confessions de Madonna, em 2006. A decisão também foi estimulada pelo fato de que as vendas digitais de "Get Together" atingiram 20.000 unidades, enquanto as vendas digitais de "Jump" foram de apenas 9.000. Portanto, "Get Together" foi finalmente escolhido como o terceiro single. A capa do single apresenta Madonna e seus membros da equipe da Confessions Tour, incluindo o produtor da música Stuart Price. Como alternativa, a foto também pode ser encontrada na capa do DVD I'm Going to Tell You a Secret.

## Composição
"Get Together" incorpora elementos de "Music Sounds Better with You" de Stardust, que também contêm amostras da música "Fate" de Chaka Khan. Também se refere às músicas de Madonna, como "Holiday" (1983) e "Secret" (1994). A música é definida em tempo comum, com groove de ritmo dançante moderadamente rápido e um metrônomo de 126 batimentos por minuto. É definido na letra de Dó Maior com os vocais de Madonna que vão de A3 a A4. A música segue a progressão de acordes de Em–F–G– por toda parte. A música é uma faixa sobre a possibilidade de encontrar amor na pista de dança. Inclui uma alusão ao single de 1980 da banda The S.O.S. Band, "Take Your Time (Do It Right)" na linha "Baby, nós podemos fazer isso, podemos fazer tudo certo". A letra sai como uma conversa ou um diálogo interno que ocorre entre o ouvinte e a cantora.

## Analise da crítica
Keith Caulfield, da Billboard, elogiou o tema "iluminação" da música. Sal Cinquemani, da Slant Magazine, comentou que a música transformou comentários clichê como "Amor à primeira vista" em um slogan pop. David Browne, da Entertainment Weekly, disse que era fluido por natureza e chamou Madonna de "uma alma inquieta ansiosa para se conectar" na música. Jason Shawhan, do About.com, também elogiou a música, descrevendo-a como um "número estranho e maravilhoso". Stephen M. Deusner, da Pitchfork escreveu: "Em 'Get Together', à medida que os sintetizadores de Price vão diminuindo, Madonna faz a eterna pergunta: 'Você acredita em amor à primeira vista?', sobre uma melodia vocal tropeçadora". Joan Morgan, do The Village Voice, escreveu: "O momento se constrói rapidamente, com uma transição contínua para a alquimia perversa de 'Get Together', onde Madge e Price oferecem uma manipulação irresistível de vocais bastante doces ligados à percussão estrondosa, sintetizadores sedutores, e alguns aplausos sutis de soul lançados em boa medida".
Alexis Petridis, do The Guardian, admitiu que o refrão da música é triunfante. Chris Norris, do Blender, escreveu que a música "evoca os gigantes do dance do início dos anos 80, o SOS Band, e a gigante do dance do início dos anos 80, Madonna". Em 2007, a música foi indicada na categoria de Melhor Gravação de Dance no Grammy Awards de 2007, mas perdeu para o single "SexyBack" de Justin Timberlake em 2006.

## Videoclipe

Madonna em uma animação bidimensional cantando em um microfone no videoclipe "Get Together".

O videoclipe apresentava a performance ao vivo de Madonna na boate Koko Club, em Londres, em 15 de novembro de 2005, durante sua turnê promocional para o álbum. Foi dirigido por Logan e sua equipe de produção. As animações e desenhos foram feitos pelo artista Nathaniel Howe. Howe foi contatado pelo produtor executivo da Logan Studios, Kevin Shapiro, e contratado como animador 3D/2D. A conceituação e o trabalho do vídeo começaram em 1º de maio de 2006. Foi inspirado no trabalho do artista de quadrinhos italiano Milo Manara e na ficção científica retrô. Diferentes softwares como Maya, After Effects e RealFlow foram utilizados para destacar os diferentes ambientes do vídeo. Howe explicou mais sobre o processo criativo em uma entrevista com o site de fãs de Madonna "Drowned Madonna". Ele disse,

Durante as fases iniciais do vídeo, focamos em testar diferentes visuais em 3D para ver como a cor, o ambiente e a cinematografia complementavam a música. Enquanto isso acontecia, a edição das imagens brutas estava sendo montada. À medida que a edição evoluiu, reduzimos as técnicas e a aparência dos mundos. Antes mesmo de ter o bloqueio de imagem, estávamos fazendo fotos 3D renderizadas; isso realmente nos permitiu ajustar a edição e os efeitos para trabalharmos juntos com a música. À medida que isso progredia, enviamos regularmente testes à Warner Bros.

Madonna estava envolvida em assistir as pré-visualizações do trabalho realizado e transmitiu seus comentários a Shapiro e à equipe de desenvolvimento. Após a conclusão dos efeitos fluidos do vídeo, Logan e Howe ajustaram e revisaram as cenas e eliminaram quaisquer discrepâncias ao incorporar as sugestões de Madonna.
O vídeo começa com a exibição do mundo evoluindo de sua gêneses. Imagens de vulcões em erupção, dinossauros e maremotos piscam para mostrar Madonna e seus dois dançarinos de canto cantando a música em pé em uma colina. Continua nesse movimento fluido até o verso intermediário, quando Madonna é mostrada rastejando sob as ondas e espirais. Quando a música se move em direção à ponte novamente, a cena muda das montanhas para a paisagem urbana. Madonna e seus dançarinos são mostrados dançando e cantando a música em um arranha-céu. O vídeo termina com Madonna de pé no prédio e a câmera focando automaticamente fora do painel. Em 2009, o vídeo foi incluído na compilação de Madonna, Celebration: The Video Collection.

## Apresentações ao vivo

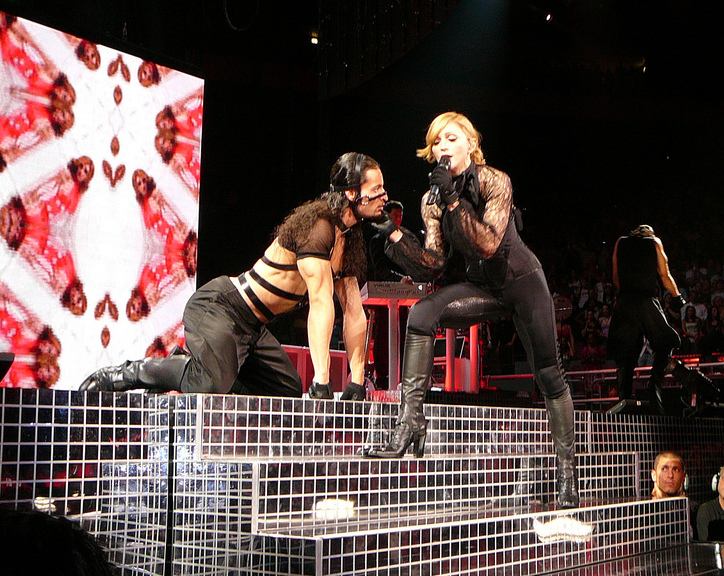
Madonna cantando "Get Together" na Confessions Tour, na performance a cantora acaricia seu dançarino, que se apresenta como um cavalo no palco.

Em novembro de 2005, Madonna apresentou "Get Together" pela primeira vez em programas de TV como Parkinson no Reino Unido e Star Academy na França, bem como durante a campanha beneficente Children in Need em Londres. Outras apresentações ocorreram durante concertos na boate Koko e GAY em Londres, respectivamente em 15 e 18 de novembro, e Studio Coast em Tóquio, Japão em 7 de dezembro. Nestes concertos, Madonna surgia de um globo de discoteca vestindo uma jaqueta roxa, calça capri de veludo e botas altas.
Na turnê Confessions, a música foi a segunda apresentação da noite e fez parte do segmento eqüino do show. Madonna usava uma malha preta de corpo inteiro e estanque à pele. Ela abriu o chapéu da apresentação anterior de "Future Lovers", quando o fundo mudou do vídeo dos cavalos para um caleidoscópio vermelho, com padrão geométrico, filmado por Steven Klein. Madonna começou a cantar a música. Dois dançarinos de apoio apareceram atrás dela, com rédeas de cavalo em volta da cabeça, para transmitir a sensação de opressão. A música continuou em sua performance coreografada, com Madonna às vezes puxando o cinto em volta de seus dançarinos como se fossem cavalos. Durante o interlúdio musical intermediário, Madonna foi para a frente do palco e deitou-se na tela anexada a ela. Enquanto ela continuava cantando, a música aumentou e ela começou a girar no centro do palco. A performance continuou com Madonna e seus dançarinos se movendo para o fundo do palco cantando as palavras "se reúnem" repetidamente. Terminou com o interlúdio da música "Like a Virgin" começando.
Ed Gonzalez, da Slant Magazine, enquanto analisava o álbum de vídeo The Confessions Tour, comentou que "uma ótima música como 'Get Together' é esplendidamente cantada (quem quer que seja que ajusta os níveis de seu microfone é um gênio), mas sua comemoração, mantenha-o- a mensagem conjunta é comprometida pelos sentimentos contraditórios de escravidão (opressão) transmitidos por dois dançarinos de reserva equipados com rédeas em volta da cabeça". No lançamento do álbum ao vivo, "Get Together" foi excluído do pacote do CD, mas foi incluído na lista de faixas do DVD.

## Lista de faixas e formatos
| - CD single da Europa e da Austrália 1. "Get Together" (Edição de rádio) – 3:54 2. "Get Together" (Jacques Lu Cont Mix) – 6:18 3. "Get Together" (Remix de Tiefschwarz) – 7:34 - Vinil promocional de 12" no Reino Unido 1. "Get Together" (Remix de Tiefschwarz) – 7:34 2. "Get Together" (Remix de James Holden) – 8:00 - Vinil de 12" no Reino Unido 1. "Get Together" (Edição de rádio) – 3:54 2. "Get Together" (Jacques Lu Cont Mix) – 6:18 - Maxi-CD na Canadá, Europa e EUA 1. "Get Together" (Versão do álbum) – 5:15 2. "Get Together" (Remix de Jacques Lu Cont) – 6:18 3. "Get Together" (Danny Howells Funk Mix) – 9:13 4. "Get Together" (Remix de Tiefschwarz) – 7:34 5. "Get Together" (Remix de James Holden) – 8:00 6. "I Love New York" (Thin White Duke Mix) – 7:43 | - CD promocional do Reino Unido 1. "Get Together" (Edição de rádio) – 3:54 2. "Get Together" (Edição vocal de Jacques Lu Cont) – 4:22 3. "Get Together" (Edição vocal de Danny Howells Funk Mix) – 9:13 - CD single com 2 faixas em francês (capa do cartão) 1. "Get Together" (Edição de rádio) – 3:54 2. "Get Together" (Edição vocal de Jacques Lu Cont) - 4:22 - CD single britânico 1. "Get Together" (Versão do álbum) – 5:15 2. "Get Together" (Remix de Jacques Lu Cont) – 6:18 3. "Get Together" (The Danny Howells Funk Mix) – 9:13 4. "Get Together" (Remix de Tiefschwarz) – 7:34 5. "Get Together" (Remix de James Holden) – 8:00 - Vinil EUA 2×12 1. "Get Together" (Versão do álbum) – 5:15 2. "Get Together" (Jacques Lu Cont Mix) – 6:18 3. "Get Together" (Tiefschwarz Remix) – 7:34 4. "I Love New York" (Thin White Duke Mix) – 7:43 5. "Get Together" (James Holden Remix) – 8:00 6. "Get Together" (The Danny Howells Funk Mix) – 9:13 |

## Créditos
- Vocais principais – Madonna
- Gravação – Stuart Price at Shirland Road
- Engenheiro assistente – Alex Dromgode
- mixagem – Mark "Spike" Stent
- Masterização – Brian "Big Bass" Gardner

## Desempenho comercial
Nos Estados Unidos, a música não conseguiu figurar na Billboard Hot 100, mas alcançou o número seis no Bubbling Under Hot 100 Singles. Seu baixo desempenho nas paradas nos Estados Unidos foi atribuído ao airplay de rádio limitado. Uma petição foi assinada por cerca de 3.300 fãs no site petitiononline.com. Conhecido como o "Boicote à Madonna nas Rádios dos EUA", foi endereçado ao diretor executivo da Clear Channel Communications, Mark P. Mays. Os fãs postaram nos sites Entertainment Weekly e VH1 com mensagens de apoio a Madonna, bem como teorias da conspiração sobre por que ela não foi tocada no rádio. Também atingiu o pico do número 84 no gráfico Pop 100. A música foi um sucesso nas paradas de música dance da Billboard, liderando as paradas Hot Dance Club Play e Hot Dance Airplay. Atingiu um pico de 19 na parada Eurochart Hot 100 Singles.
No Canadá, a música estreou e alcançou o máximo de quatro na parada canadense de singles. Na Espanha, a música estreou no topo da parada da edição de 25 de junho de 2006 e ficou no topo por uma semana. Na Austrália, "Get Together" estreou no número 13, que se tornou seu pico final. No Reino Unido, a música estreou às sete da edição de 23 de julho de 2006. Na Europa continental, alcançou o top dez das paradas finlandesas e italianas e o top 40 em países como a Alemanha, Áustria, Bélgica (Flandres e Valônia), Dinamarca, França, Irlanda, Países Baixos, Suécia e Suíça.

### Tabelas semanais
| Tabela musical (2006)                           | Melhor posição |
| ----------------------------------------------- | -------------- |
| Alemanha (Offizielle Top 100)                   | 28             |
| Austrália (ARIA Charts)                         | 13             |
| Áustria (Ö3 Austria Top 40)                     | 35             |
| Bélgica (Ultratop 50 de Flandres)               | 22             |
| Bélgica (Ultratop 40 de Valônia)                | 33             |
| Canadá (Canadian Singles Chart)                 | 4              |
| Dinamarca (Hitlisten)                           | 12             |
| Escócia (OCC)                                   | 6              |
| Espanha (PROMUSICAE)                            | 1              |
| Estados Unidos (Bubbling Under Hot 100 Singles) | 6              |
| Estados Unidos (Dance Club Songs)               | 1              |
| Estados Unidos (Dance/Mix Show Airplay)         | 1              |
| Estados Unidos (Hot Singles Sales)              | 2              |
| Estados Unidos (Pop 100)                        | 84             |
| Europa (Hot 100 Singles)                        | 19             |
| Finlândia (IFPI Finlândia)                      | 6              |
| França (SNEP)                                   | 26             |
| Hungria (MAHASZ)                                | 1              |
| Irlanda (IRMA)                                  | 17             |
| Itália (FIMI)                                   | 2              |
| Países Baixos (Dutch Top 40)                    | 13             |
| Países Baixos (Single Top 100)                  | 14             |
| Reino Unido (UK Singles Chart)                  | 7              |
| Reino Unido (UK Dance Chart)                    | 1              |
| Suécia (Sverigetopplistan)                      | 15             |
| Suíça (Schweizer Hitparade)                     | 24             |
| Venezuela (Record Report)                       | 1              |

| Tabela musical (2006)                   | Posição |
| --------------------------------------- | ------- |
| Estados Unidos (Dance Club Songs)       | 9       |
| Estados Unidos (Dance/Mix Show Airplay) | 6       |
| Estados Unidos (Hot Singles Sales)      | 21      |
| Países Baixos (Dutch Top 40)            | 100     |
| Reino Unido (UK Singles Chart)          | 158     |

| Região                                         | Certificação | Vendas  |
| ---------------------------------------------- | ------------ | ------- |
| Suécia (GLF)                                   | Ouro         | 10,000^ |
| ^distribuições baseadas apenas na certificação |              |         |